# Итякескус (метростанция)
Метростанция Итякескус (на фински: Itäkeskus; на шведски: Östra centrum) е наземна станция на хелзинкско метро, в столицата на Финландия. Тя обслужва кварталa на Итякескус и шопинг център Итякескус, източно Хелзинки. След метростанцията метролинията се разклонява на две. Единия клон продължава на север към Мелунмяки, другия на изток към Вуосаари. Това е втората най-оживена станция от хелзинкско метро
Станцията е една от първите метростанции, открити в Хелзинки, на 1 юни 1982. Проектиране е от Jaakko Ylinen и Jarmo Maunula. Намира се на 2.1 километра от Сиилитие, на 1.9 км от Myllypuro и на 1.0 км от Пуотила.

## Транспорт
На метростанцията може да се направи връзка с:
- автобуси с номера: 54, 58, 58B, 82, 82B, 90A, 90N, 92, 93, 93K, 94, 94N, 95, 97, 97N, 97V, 98, 98A, 512K, 519, 519A, 520, 550, 830, 835, 840, 850, 870, J82, J91, J95

Метростанцията разполага с паркинг за 450 автомобила.
- Перонът на метростанция „Итякескус“
- Входът на метростанция „Итякескус“
- Перонът на метростанция „Итякескус“

|  | Тази страница частично или изцяло представлява превод на страницата Siilitie metro station в Уикипедия на английски. Оригиналният текст, както и този превод, са защитени от Лиценза „Криейтив Комънс – Признание – Споделяне на споделеното“, а за съдържание, създадено преди юни 2009 година – от Лиценза за свободна документация на ГНУ. Прегледайте историята на редакциите на оригиналната страница, както и на преводната страница, за да видите списъка на съавторите. ВАЖНО: Този шаблон се отнася единствено до авторските права върху съдържанието на статията. Добавянето му не отменя изискването да се посочват конкретни източници на твърденията, които да бъдат благонадеждни. |